# Principauté de Château-Regnault
La principauté ou souveraineté de Château-Regnault est une ancienne principauté, existant de 1545 à 1629, aux frontières de la France.

## Historique

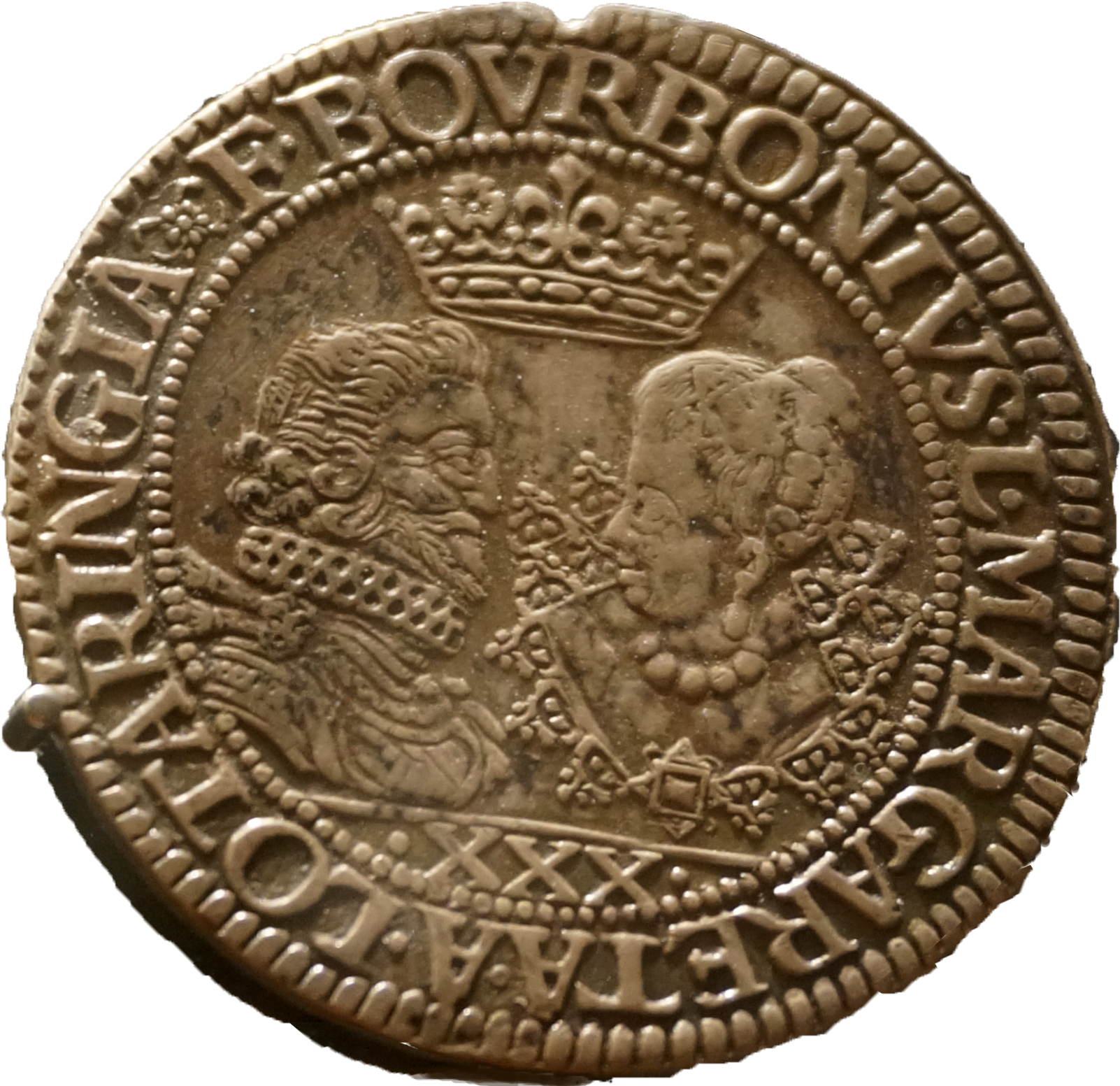
Monnaie frappée en la principauté, Musée de l'Ardenne.

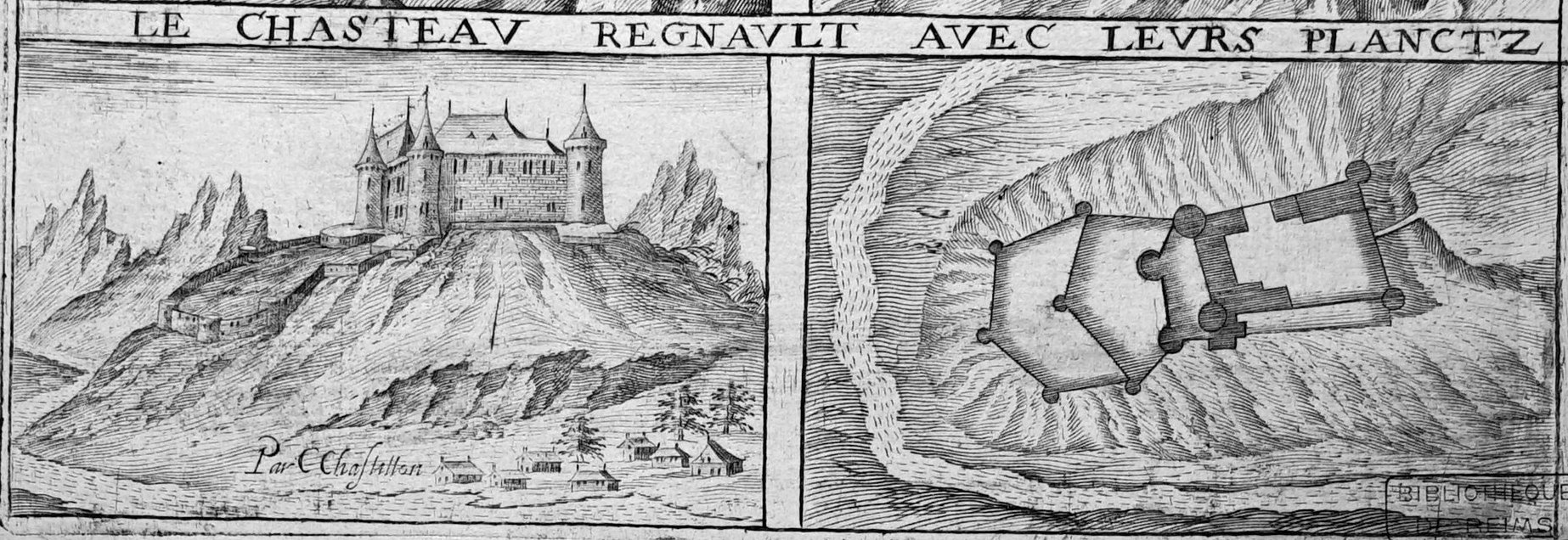
Le château.

Cette terre des comtes de Rethel devint une principauté souveraine en 1545, le roi de France François Ier favorisant la création d'un cordon de micro-États formant un rempart supplémentaire à la défense du royaume. Elle fut la propriété des ducs de Nevers et comtes puis ducs de Rethel. Elle passa aux ducs de Guise le 4 octobre 1570 par l'union entre Henri le Balafré et  Catherine de Clèves, comtesse d'Eu et princesse de Château-Renault, fille du feu duc de Nevers.
Elle comprenait les paroisses de Château-Regnault , Braux, Levrezy (de la fusion de ces 3 villages résulte aujourd'hui Bogny-sur-Meuse), d'Aiglemont, Failloué-Hautes-Rivières, Gespunsart, Glaire-Latour, Haulmé, Joigny, Maraucourt, Meillier-Fontaine, Monthermé, Montcy-Notre-Dame, Montcy-Saint-Pierre, Navaux, Naux-Basses-Rivières, Nohan, Nouzon, Thilay et Tournavaux.
Le 12 avril 1575, le duc de Guise Henri Ier, dit le Balafré, rend public une « Sentence générale des terres souveraines de Château-Regnault ». Il s'y proclame le droit se pouvoir s'intituler roi ou empereur des dites terres, y ayant autorité d'y porter couronne, et déclare tenir ce droit de Dieu seul. Il affirme son droit de promulguer édits, règlements, lois, ordonnances, et d'instituer des gouverneurs, des lieutenants-généraux, des chanceliers, des maîtres des requêtes, des conseillers, des baillis, des avocats, des procureurs généraux, des grands-maîtres des Eaux et Forêts, des lieutenants, des gruyers, des forestiers, des juges, des maires, des greffiers, des sergents, des notaires et autres officiers publics. Il peut convoquer et faire convoquer les gentilshommes et autres hommes des pays de sa souveraineté à ban et arrière-ban, pour les employer selon les besoins de sûreté publique. Il peut faire bâtir des villes et des forteresses, de battre monnaie, de faire lever des gens de guerre, d'ordonner des tailles, des emprunts, des impôts et d'établir les poids, aunages et mesures. Il peut recueillir toutes les ressources minières (en spécifiant notamment les ardoisières) ou les trésors à l'intérieur du sol.  Il peut  décerner toutes lettres patentes, octroyer des grâces, des rémissions, des pardons, des abolitions, des rapeaux de bans, des lettres de foires, des lettres de sauvegarde, des lettres de sauf-conduit, des passeports, des lettres de naturalité, d'anoblissement, de légitimation, d'affranchissement, d'exemption de tailles et d'impôts, de privilèges et de dispense d'âge, de papier terrier et mandement, de lettres de reliefs et tous autres de justice. Il a droit d'amortissement sur les biens des personnes de maimorte et communauté, tenant et possédant héritages  sur ses terres. Il s'adjuge également les fleuves, rivières, et ruisseaux, avec la maîtrise des droits de pêche et le pouvoir d'y faire bâtir des ponts, des moulins et des passages, d'y établir et faire lever des droits de port et de péage, etc.. Par cette sentence générale, les princes de Château-Regnault s'affirment davantage encore en tant que souverains indépendants.
Ils s'étaient donnés le droit de battre monnaie et ont tiré bénéfice de ce droit. On peut encore trouver aujourd'hui des monnaies de Château-Regnault, notamment des doubles tournois imités des monnaies royales françaises de l'époque (Henri IV, Louis XIII). Comme pour les principautés de Sedan et d'Arches à la même époque, la principauté de Château-Regnault s'était également hasardée dans la production de fausses monnaies,. Cette production servile avait pour but de gagner de l'argent en produisant à moindre coût des monnaies imitées et de les échanger à leur coût réel. Le poids des monnaies était par exemple inférieur au poids de la monnaie d'origine. Les métaux utilisés pouvaient être aussi des alliages moins coûteux, de l'étain par exemple pour des monnaies en argent. Ainsi, un atelier de faux-monnayeurs s'était constitué, sous la houlette de Sedanais, à La Tour-à-Glaire, sur le territoire de la principauté de Château-Regnault, qui fut démantelé en 1624. Les monnaies de Château-Regnault sont devenues très rares, à l'exception des doubles tournois non datés et des liards. En effet, les États limitrophes, lassés par cette production frauduleuse, ont réagi en décriant à plusieurs reprises les monnaies de la principauté et les monnaies saisies ont alors été refondues. Les doubles tournois et les liards ont connu des émissions si importantes qu'une grande partie a subsisté.
Le droit de péage sur la Meuse est également une source de revenus importante. En 1566/1572, une chaîne est tendue au travers du fleuve, à Château-Regnault, pour obliger les bateliers à accoster et à acquitter ces droits.
Les derniers souverains de cette principauté furent François de Bourbon, prince de Conti et Louise Marguerite de Lorraine. Le prince de Conti était un prince du sang royal. De son côté, la princesse était la fille du précédent souverain de Château-Regnault : Henri le Balafré. Le règne du prince dura jusqu'en 1615. Par la suite, devenue veuve, la princesse conserva la principauté. En 1625, Richelieu engagea des négociations. La vente eut finalement lieu le 10 mars 1629. Le roi de France, Louis XIII, fit l'acquisition de la principauté ainsi que d'autres terres sur les frontières ardennaises, par échange avec d'autres domaines à l'intérieur du royaume, dont les terres et seigneuries de Chinon, Langeais, Gannat, Vichy et Pont-sur-Seine,. Richelieu souhaitait ainsi renforcer le pouvoir royal et lui donner la maîtrise de ses frontières, en supprimant ce chapelet de souverainetés et en acquérant la maîtrise des bords de Meuse pour faire de ce fleuve un rempart.

### Sources
- Alexandre Pinchart, « Quelques particularités sue des ateliers de fausses monnaies au XVIIe siècle et sur les monnaies des seigneurs de Cugnon et des Hayons dans le Luxembourg », Revue de la numismatique belge, t. IV,‎ 1848, p. 46-55 (lire en ligne)
- Bretagne, « Bail de la Monnaie des terres souveraines de Château-Regnault (1625) », Revue numismatique,‎ 1865, p. 322-346 (lire en ligne)
- Michel Desbrière, Chronique critique des lignes de défense de la Champagne septentrionale 1644-1748, Charleville-Mézières, éditions Terres Ardennaises, 2003, 314 p. (ISBN 2-905339-59-4).
- Marc Suttor, Vie et dynamique d'un fleuve : la Meuse de Sedan à Maastricht (des origines à 1600), éditions De Boeck Supérieur, 2006, 695 p..
- Michel Dhenin, « Monnaie inédite de Château-Regnault », Bulletin de la Société française de numismatique,‎ 2002, p. 41-44.
- Solange Bidou, « Terres de Princes, éléments de géographie historique. », dans La première moitié du XVIIe siècle dans le territoire actuel des Ardennes, Conseil général des Ardennes, 1992, 236 p..
- Pierre Congar, Jean Lecaillon et Jacques Rousseau, Sedan et le pays sedanais, vingt siècles d’histoire, Éditions F.E.R.N., 1969, 577 p., p. 266.
- Nicolas Henry, « La principauté de Château-Regnault », Revue de Champagne et de Brie, vol. 13,‎ 1882, p. 22-27 (lire en ligne).
- Jean Hubert, Mélanges d'histoire ardennaise, Bureaux du Courrier des Ardennes, 1876, 361 p., p. 461.
- Gustave de Cougny, Chinon et ses monuments : notice historique & archéologique, t. II, Librairie Avisse, 1874, 608 p., p. 128.
- J. Rouyer, « Monnaies de Château-Regnault », Revue numismatique, vol. 11,‎ 1866, p. 63-66 (lire en ligne).
- René de Bouillé, Histoire des ducs de Guise, t. II, Librairie Amyot, 1849, 608 p. (lire en ligne), p. 461.